# NGC 7409
NGC 7409 é uma galáxia lenticular (SB0) localizada na direcção da constelação de Pegasus. Possui uma declinação de +20° 12' 39" e uma ascensão recta de 22 horas, 53 minutos e 48,0 segundos.
A galáxia NGC 7409 foi descoberta em 20 de Setembro de 1863 por Albert Marth.